# Physocardamum davisii
Physocardamum davisii är en korsblommig växtart som beskrevs av Ian Charleson Hedge. Physocardamum davisii ingår i släktet Physocardamum och familjen korsblommiga växter. Inga underarter finns listade i Catalogue of Life.